# Friedeburg (Saale)

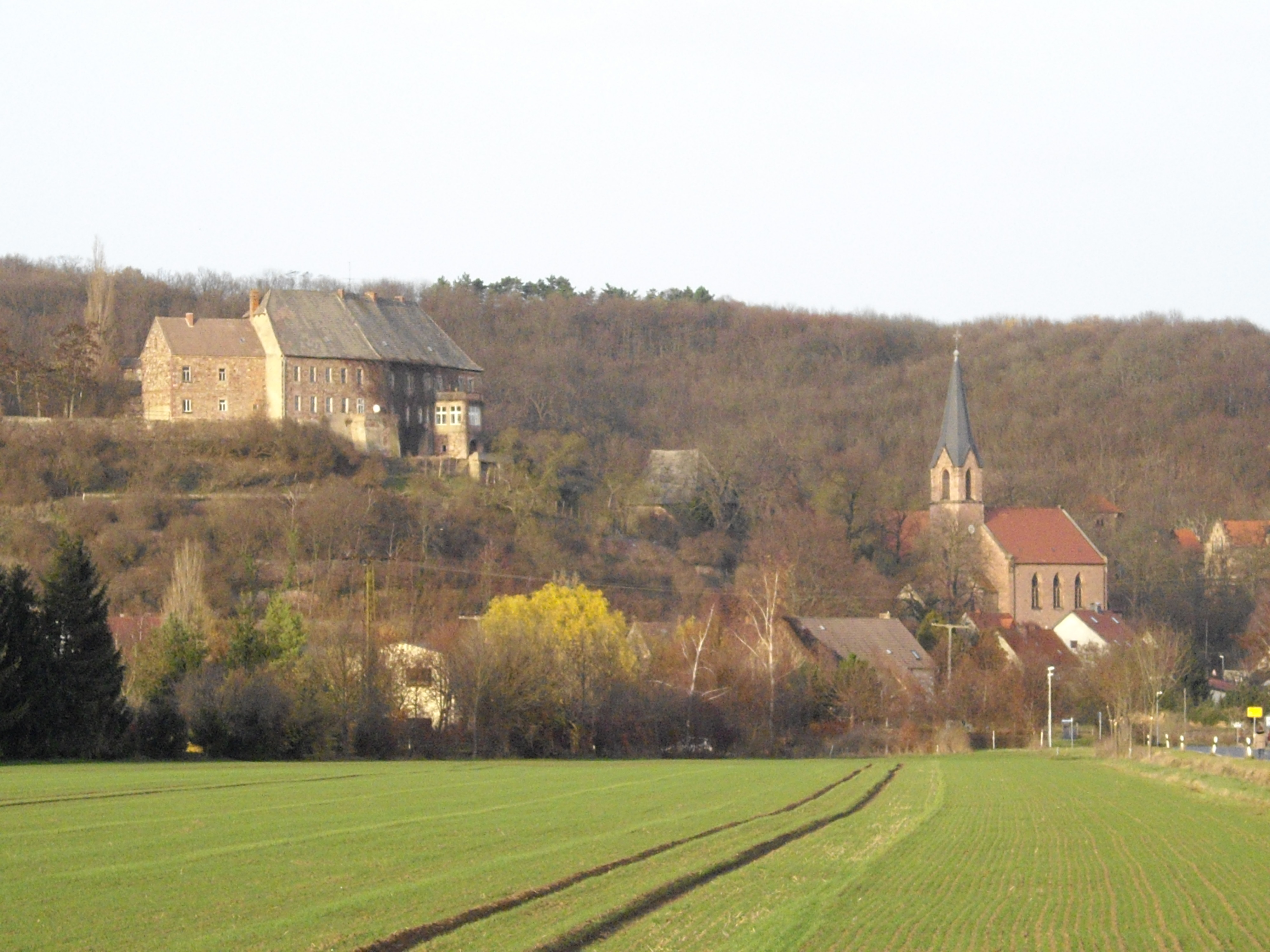
Biserica și cetatea

Friedeburg (Saale) este o comună din landul Saxonia-Anhalt, Germania.